# Banco Central de Seychelles
El Banco Central de Seychelles (en inglés: Central Bank of Seychelles, en francés: Banque centrale des Seychelles, en criollo seychelense: Labank santral Sesel) es el banco central de Seychelles.

## Historia
En 1974, se formó la Comisión de divisas de Seychelles. En 1978, se estableció la Autoridad Monetaria de Seychelles, que en 1983 se transformó en el Banco Central de Seychelles (CBS).
Hasta 1982, las cuentas del Gobierno de Seychelles fueron administradas por el Barclays Bank International; el 29 de diciembre de 1982 esa responsabilidad se transfirió a la CBS mediante la aprobación de la «Ley del Banco Central de Seychelles de 1982». Una «Ley del Banco Central de Seychelles 2004 enmendada» preveía la autonomía del banco dentro de la estructura del gobierno de Seychelles.